# Гамбетола
Гамбетола (итал. Gambettola) је насеље у Италији у округу Форли-Чезена, региону Емилија-Ромања.
Према процени из 2011. у насељу је живело 10034 становника. Насеље се налази на надморској висини од 28 м.

## Становништво
| 1951. | 1961. | 1971. | 1981. | 1991. | 2001. | 2011.  |
| ----- | ----- | ----- | ----- | ----- | ----- | ------ |
| 4.057 | 5.111 | 6.471 | 8.546 | 9.087 | 9.416 | 10.238 |